# Veliometra
Veliometra is een geslacht van wantsen uit de familie van de waterlopers (Hydrometridae). Het geslacht werd voor het eerst wetenschappelijk beschreven door Andersen in 1977.

## Soorten
Het genus bevat de volgende soort:

- Veliometra schuhi Andersen, 1977